# Kurtjatov
Kurtjatov (russisk: Курча́тов; tr. Kurtjátov) er en by i Kursk oblast i den sydvestlige del af den europæiske del af Rusland. 
Kurtjatov ligger ved floden Sejm (flod), en biflod til floden Desna ca. 42 kilometer vest for byen Kursk. Byen blev grundlagt i 1968 i forbindelse med konstruktionen af Kursk atomkraftværk og fik bystatus i 1983. Den er opkaldt efter den sovjetiske fysiker Igor Kurtjatov. Kurtjatov har et indbyggertal på 39.167 (2024) indbyggere.